# لینکلن‌شر
لینکلن‌شر (به انگلیسی: Lincolnshire) یکی از شهرستان کشور انگلستان است که در ناحیه میدلند شرقی و یورکشایر و هامبر قرار دارد.
این شهرستان در سال ۲۰۱۱ میلادی ۱٬۰۴۲٬۰۰۰ نفر جمعیت داشته و مرکز آن شهر لینکلن است.

## نگارخانه

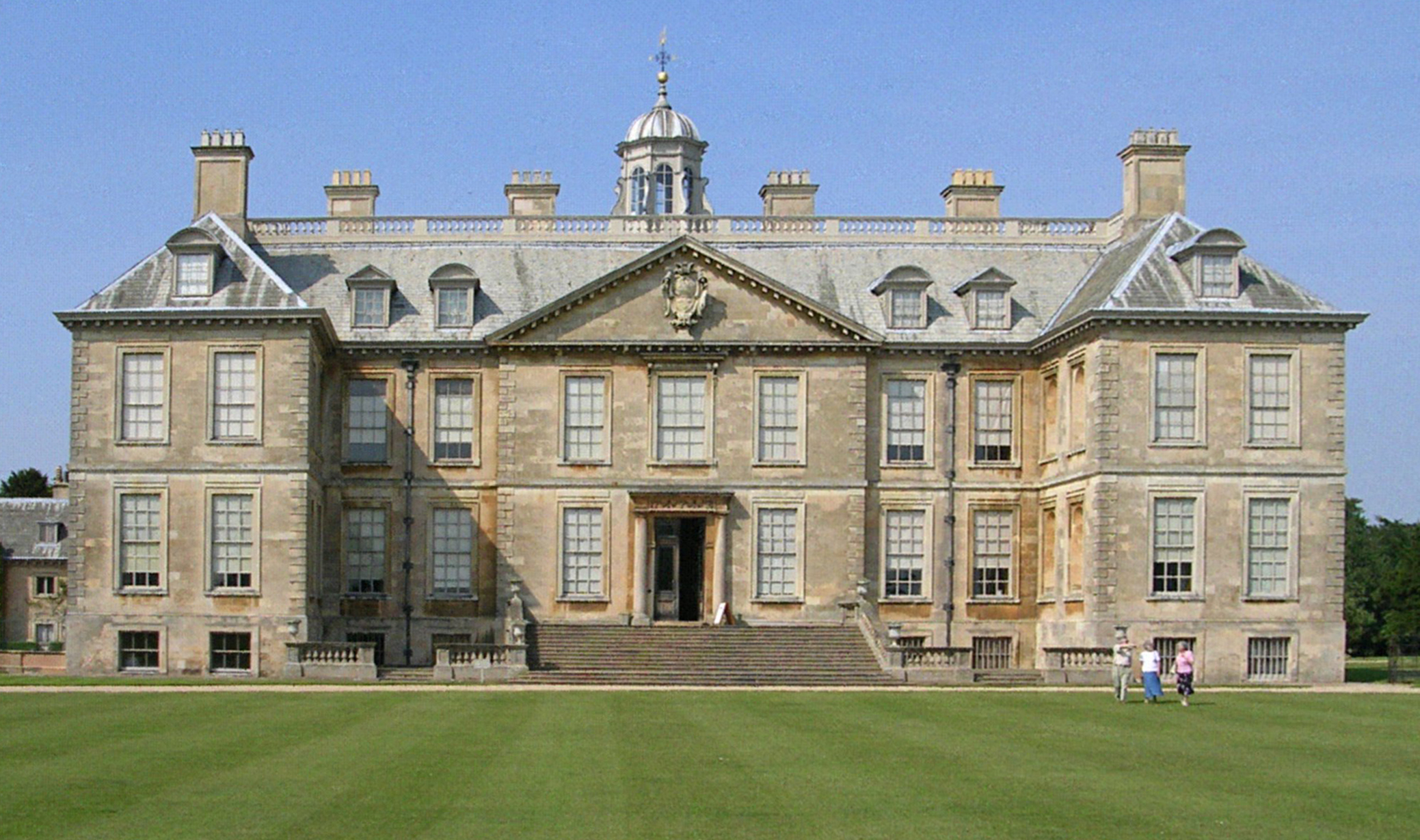
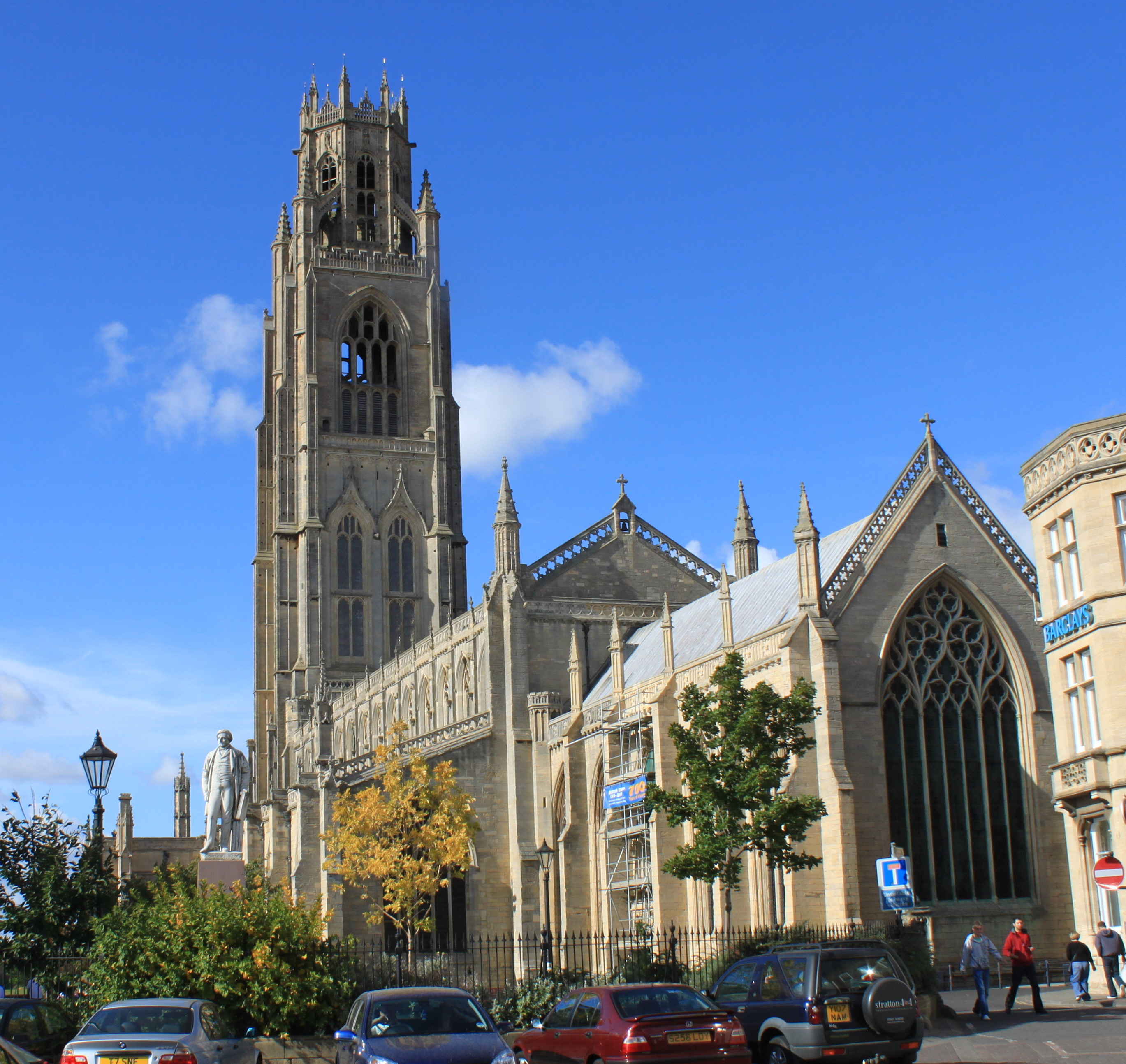
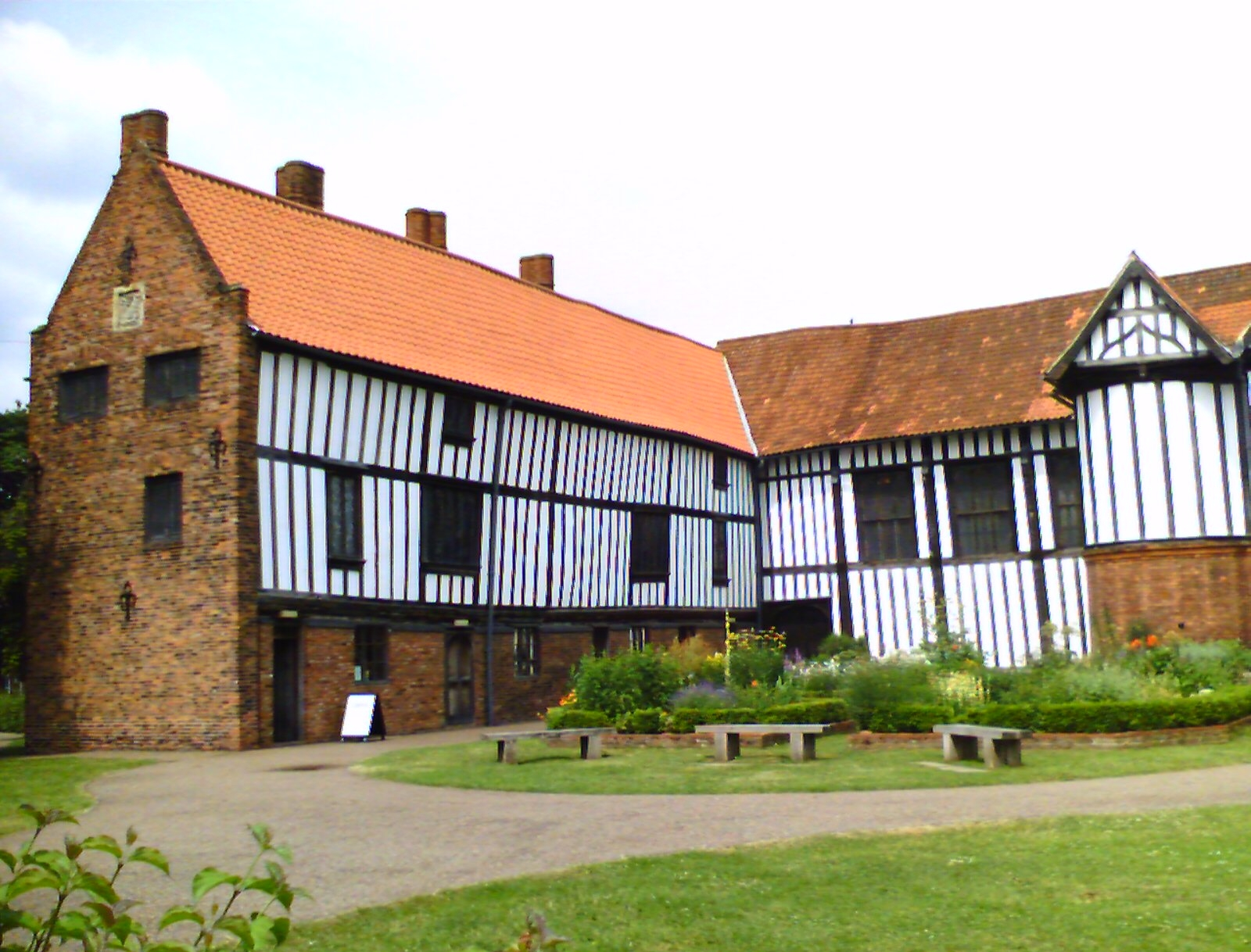
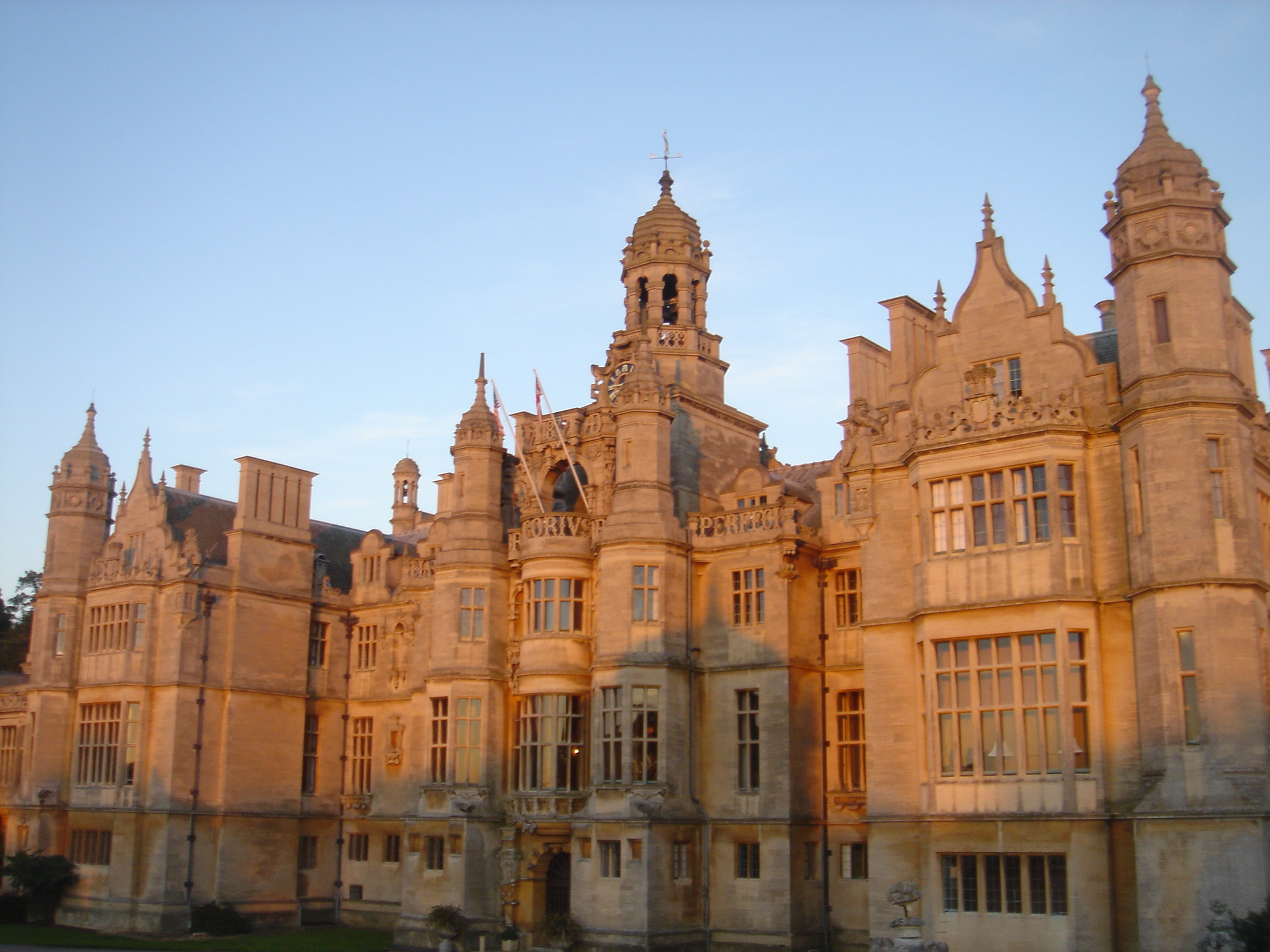
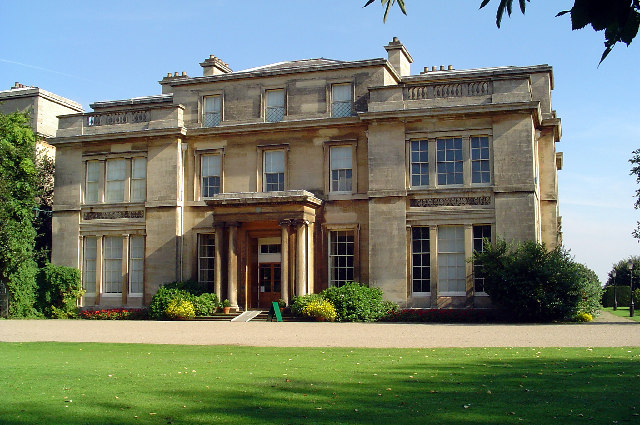
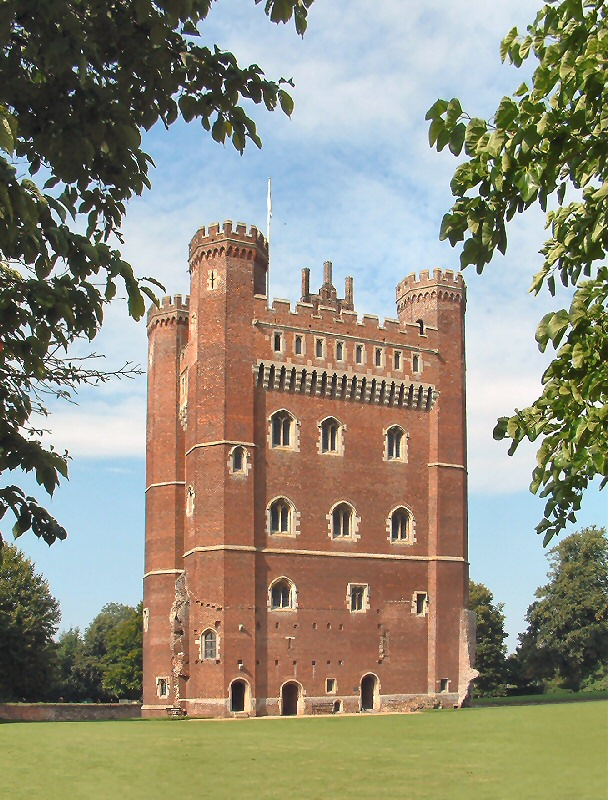
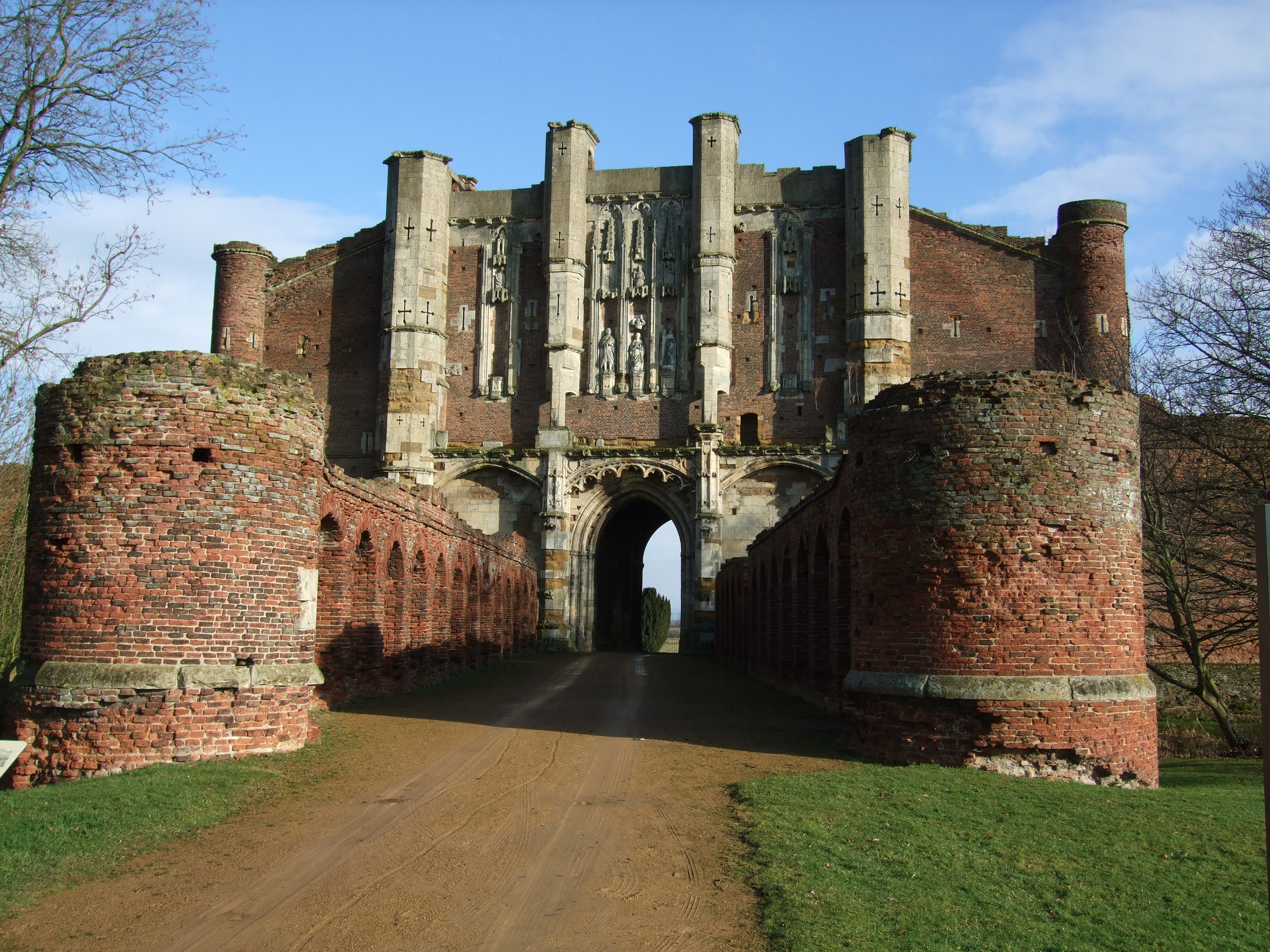
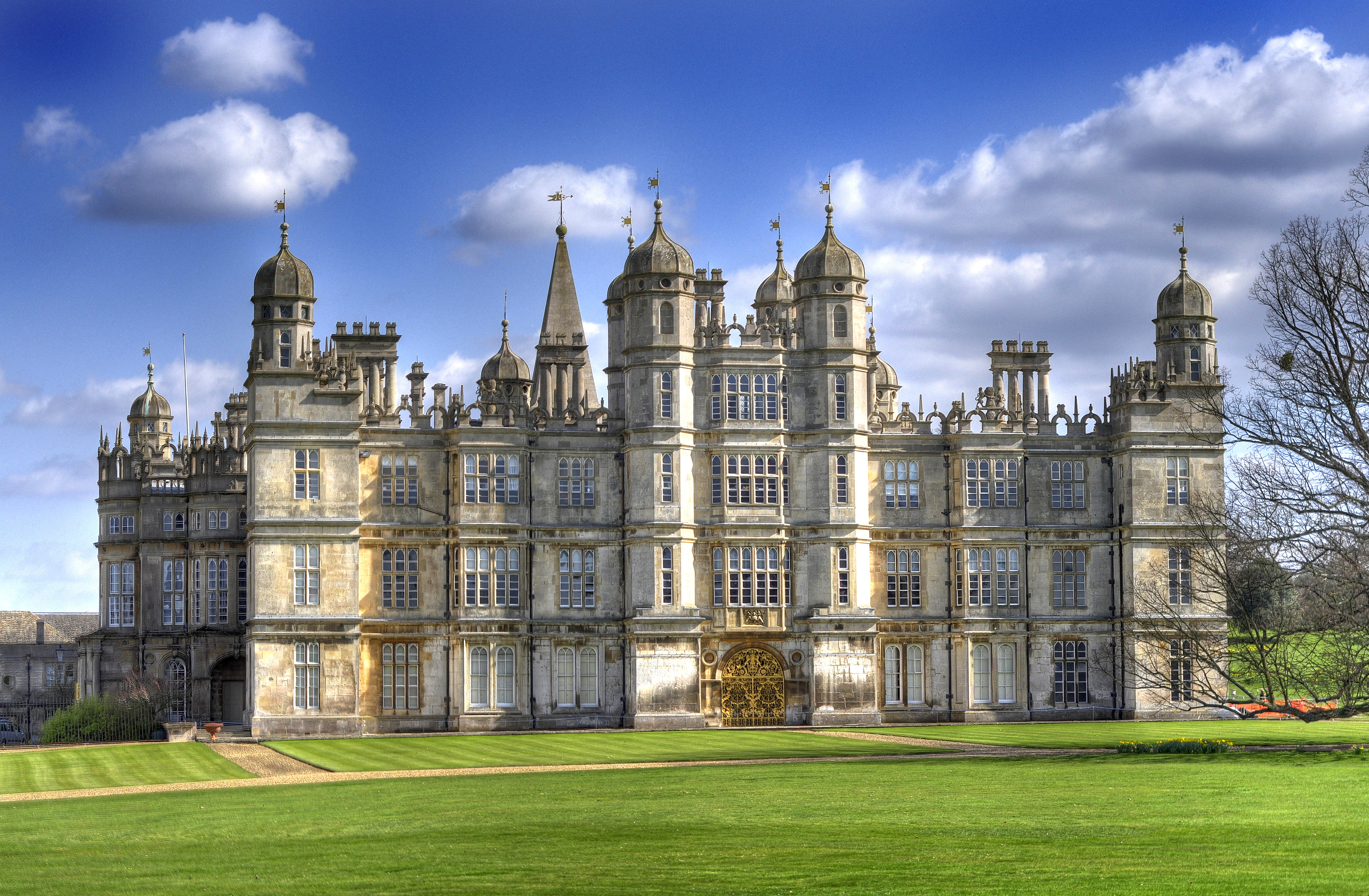

## بخش‌ها
1. لینکلن
2. کستیون شمالی
3. کستیون جنوبی
4. هلند جنوبی، انگلستان
5. بورو آف بوستون
6. لیندزی شرقی
7. لیندزی غربی
8. لینکلن‌شر شمالی
9. لینکلن‌شر شمالی شرقی

## افراد مشهور
- هنری چهارم انگلستان
- آیزاک نیوتن
- جرج بول
- آلفرد تنیسون
- جان اسمیت
- مارگارت تاچر
- جیم برودبنت
- راد تمپرتون
- پل پالمر (شناگر)
- کیت هایوود
- کریس وودز
- ری کلمنس